# Irmtraut
Irmtraut ist eine Ortsgemeinde im Westerwaldkreis in Rheinland-Pfalz. Sie gehört der Verbandsgemeinde Rennerod an.

## Geographie
Die Gemeinde Irmtraut liegt an der Hessischen Landesgrenze im Westerwald zwischen den Städten Siegen (36 Kilometer nördlich), Wetzlar (30 Kilometer östlich) und Limburg an der Lahn (19 Kilometer südlich).
Zu Irmtraut gehören die Wohnplätze Georgshof, Hubertushof, Sonnenhof und Hof Petersheide.

## Geschichte
Ausgehend von den Ersterwähnungen ist Irmtraut die älteste Gemeinde in der Verbandsgemeinde Rennerod. Erstmals wurde Irmtraut im Jahr 879 urkundlich erwähnt, als Graf Gebhard im Lahngau Güter dem Stift St. Severus in Gemünden schenkte.
Der Ortsname 879 Ermetrode, Irmtroit, Ermentrut, Eremtraut, 1215 Irmentroth, 1276 Irmittrerode, 1296 Yrmentrade, um 1300 Yrmetroyde, 1354 Irmtrode, 1453 Ermentraide, 1492 Irmtrode, 1516 Irmptroit, 1525 Irmtrudt, 1578 Irmtraut, 1711 Ehrntrautt und in vielen anderen Schreibweisen überliefert, ist einer der zahlreichen Ortsnamen auf -rod. Ausgehend von diesem Namen und der frühen Ersterwähnung lässt sich Irmtraut auf die karolingische Rodungsperiode im 9. Jahrhundert zurückführen. Dieser Ursprung ist allerdings hier ebenso wie bei dem Namen der kleinen Wüstung Obentraut auf der Dornburg in der heutigen Namensform und in den mundartlichen Formen Irndert, Indet, Erndert nicht mehr zu erkennen.
Die heutige St.-Marien-Kirche wurde 1355 erstmals als Kapelle und 1454 als einem Heiligen Antonius geweihte Kirche erwähnt. Der frühgotische Chorturm lässt allerdings darauf schließen, dass ihr Ursprung bereits deutlich älter ist.

### Die von Irmtraut
In Irmtraut bildete sich eine ausgedehnte und mit 500 Jahren langlebige niederadlige Familie heraus. Ihr Wappen zeigte in Silber einen schwarzen Bock. Ältestes fassbares Mitglied der Familie ist ein 1215 erstmals erwähnter Heinrich, der als Ministeriale Untervogt in Westerburg war. Dokumente über die Familie sind heute nur sehr vereinzelt erhalten, weisen jedoch einen Besitzschwerpunkt im Westerwald aus sowie Streubesitz im nördlichen Taunus, im Rheingau, am Unterlauf der Mosel, im Maifeld und an der Ahr. Besonders häufig treten die von Irmtraut als Vögte und Amtmänner zu Westerburg und als Äbtissinnen zu Gnadenthal auf. Der Familie entstammen aber auch Adam Fole († 1455), Archidiakon in Dietkirchen, und Margarete, im Jahr 1482 Äbtissin der Abtei Neuburg. Mit Ludwig Wilhelm Heinrich starb das Geschlecht 1741 im Mannesstamm aus. Kurz darauf übertrug Pfalzgraf Karl Theodor den von Werkamp aufgrund ihrer weiblichen Abstammung den Namen von Irmtraut. Diese Familie starb 1913 aus.
In Westerburg sind zwei ehemalige Sitze der Herren von Irmtraut erhalten: das Vasallenhaus westlich des Schlosses Westerburg und ein Gebäude aus dem 16. Jahrhundert am Gemündener Tor, der den Seitenzweig Fole von Irmtraut beherbergte. Erhalten ist ebenfalls das Hof Langwiesen, ein einstiges kleines Wasserschloss der Familie zwischen den Orten Boden und Ruppach-Goldhausen.

## Kulturdenkmäler
→ siehe Liste der Kulturdenkmäler in Irmtraut

## Politik

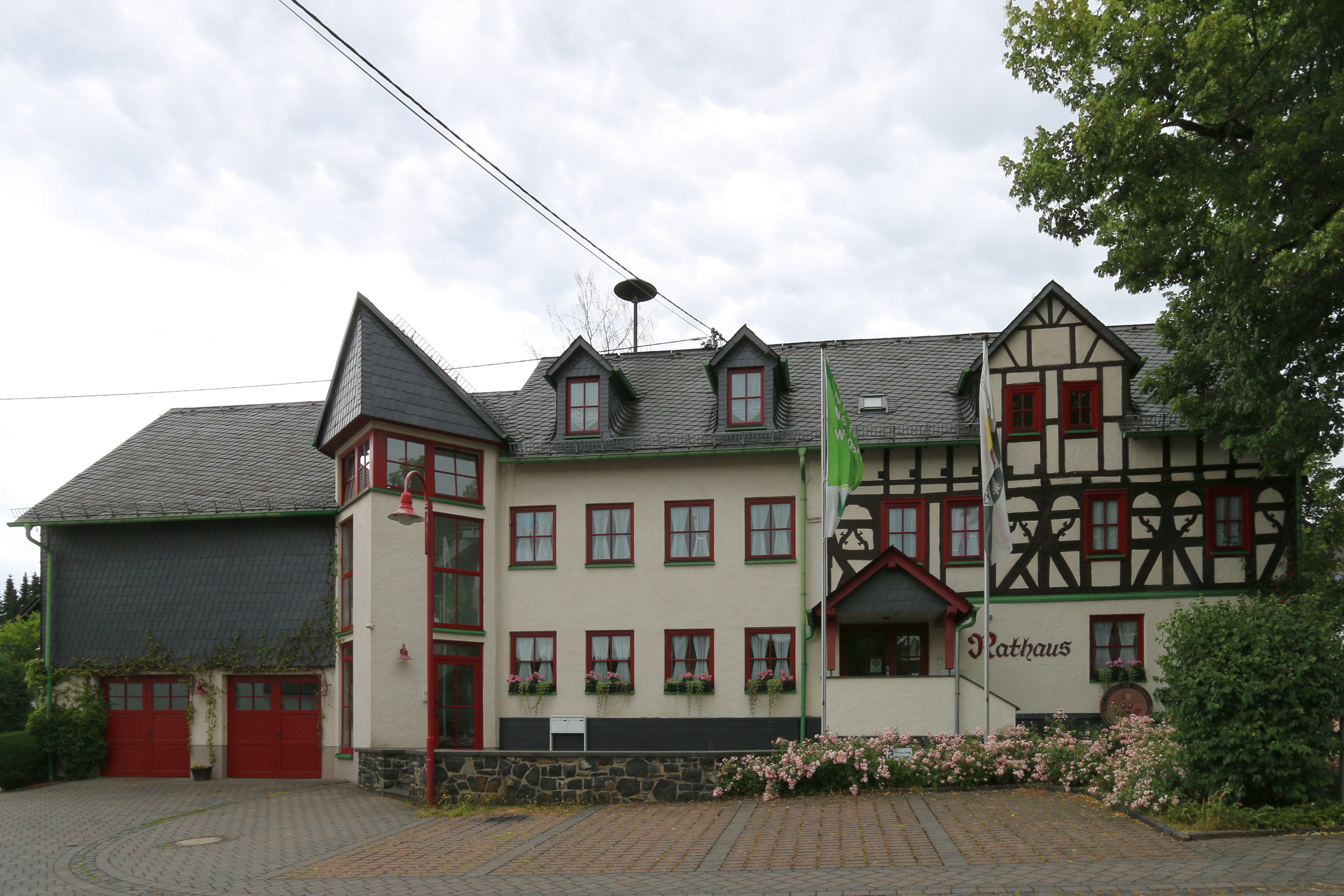
Rathaus Irmtraut

### Bürgermeister
Jens Peter Heun wurde am 19. Juni 2019 Ortsbürgermeister von Irmtraut. Bei der Direktwahl am 26. Mai 2019 war er mit einem Stimmenanteil von 67,80 % für fünf Jahre gewählt worden. Bei der Wahl am 9. Juni 2024 wurde er mit einem Stimmenanteil von 69,10 % für weitere fünf Jahre im Amt bestätigt. Er wurde im Juni 2024 wiedergewählt.
Heuns Vorgänger Alfons Giebeler hatte das Amt des Ortsbürgermeisters 30 Jahre ausgeübt.

### Wappen
| Wappen von Irmtraut | Blasonierung: „Geviert; Feld 1 und 4 in Silber ein schwarzer Bock, Feld 2 und 3 in Schwarz eine silberne Tanne.“ |
| Wappen von Irmtraut | |

## Verkehr

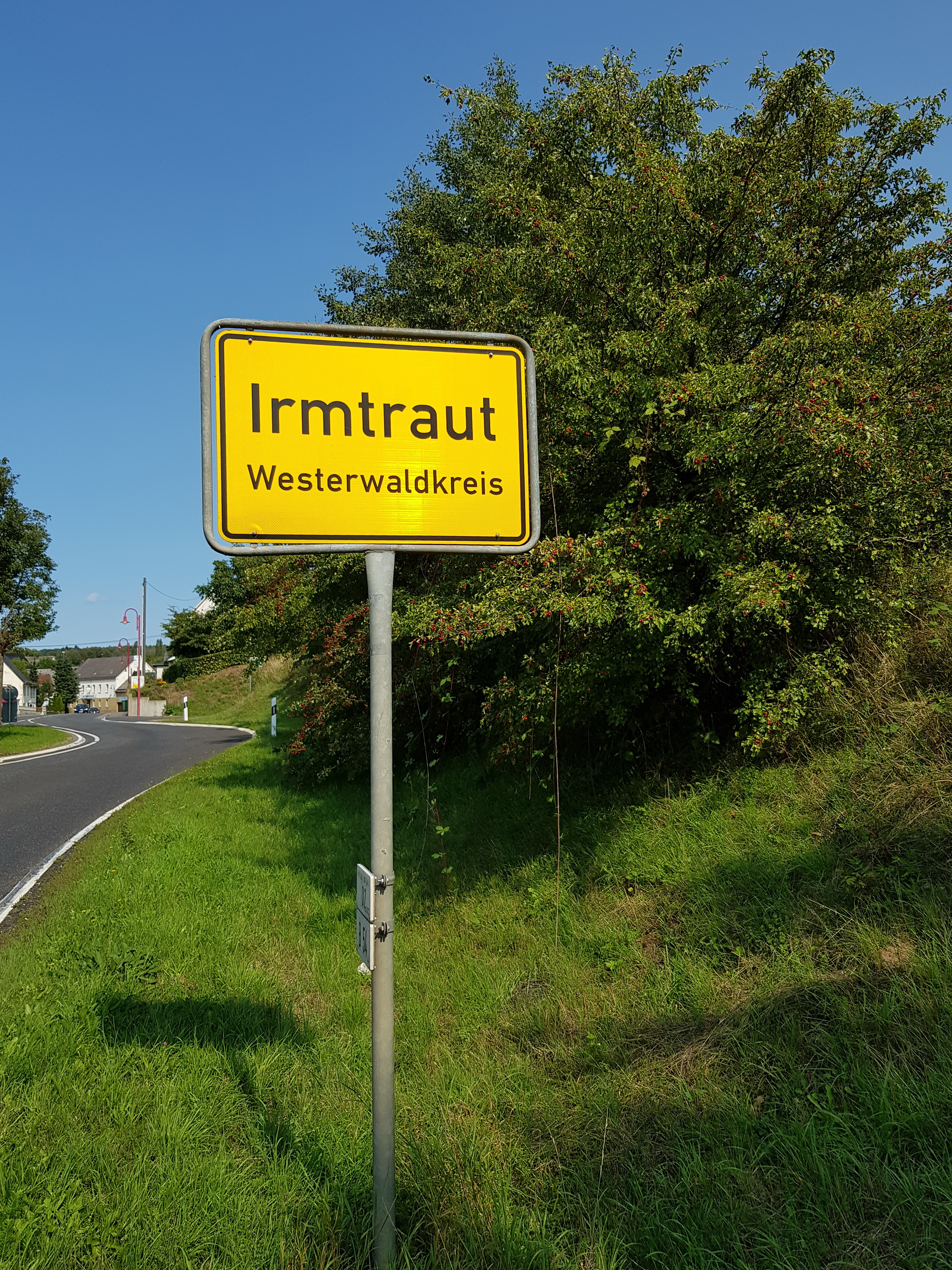
Ortstafel an der B 54

- Direkt durch die Gemeinde verläuft die B 54, die von Limburg an der Lahn nach Siegen führt.
- Die nächsten Autobahnanschlussstellen sind Herborn und Haiger-Burbach an der A 45 Dortmund–Gießen, weiterhin Montabaur und Limburg-Nord an der A 3 Köln–Frankfurt am Main, alle zwischen 20 und 25 Kilometer entfernt.
- Die nächstgelegenen ICE-Haltepunkte sind Bahnhof Montabaur bzw. Bahnhof Limburg Süd, beide an der Schnellfahrstrecke Köln–Rhein/Main.
- Busverbindungen bestehen ab Irmtraut in Richtung Rennerod und Limburg an der Lahn.

## Persönlichkeiten
- Johannes Müller (1832–1918), Philologe
- Christoph Bautz (* 1978), Schauspieler